# Bourgage
Ne doit pas être confondu avec Bourgade.
Le bourgage était un mode de tenure particulier  usité principalement dans la province de Normandie aux XVIIe et XVIIIe siècles pour les maisons des villes et bourgs.  
Le cens recognitif de la suzeraineté était quasiment insignifiant  et l'on désignait le mode de tenure sous le nom de franc-bourgage.